# Багатипара
Багатипара (бенг. বাগাতিপাড়া, англ. Bagatipara) — город на северо-западе Бангладеш, административный центр одноимённого подокруга. Площадь города равна 5,59 км². По данным переписи 2001 года, в городе проживало 7372 человека, из которых мужчины составляли 61,07 %, женщины — соответственно 38,93 %. Плотность населения равнялась 1319 чел. на 1 км². Уровень грамотности населения составлял 48,4 % (при среднем по Бангладеш показателе 43,1 %).